# Ancylopus phungi
Ancylopus phungi es una especie de coleóptero de la familia Endomychidae. Presenta las subespecies: Ancylopus phungi borealior y Ancylopus phungi phungi.

## Distribución geográfica
Habita en China, Tonkin y Japón.